# Doriso
Doriso (en griego, Δόρυσσος) fue un rey de Esparta. Pausanias le identifica como hijo de Leobates, también rey de Esparta, y padre de Agesilao I. Según este autor, una vez que se convirtió en rey, murió pronto.
Es mencionado también por Heródoto.